# Yesterwynde
Yesterwynde — десятый студийный альбом финской симфоник-метал-группы Nightwish. Его выход состоялся 20 сентября 2024 года на лейбле Nuclear Blast. Yesterwynde завершает трилогию альбомов, в которую также входят Endless Forms Most Beautiful и Human. :II: Nature.
Альбом стал первым студийным релизом группы после ухода Марко Хиеталы, на протяжении 2002—2021 годов записавшего с Nightwish шесть альбомов. Новым постоянным басистом коллектива стал Юкка Коскинен.

## Работа над альбомом
Первые наброски для очередного альбома Nightwish клавишник группы и её основной композитор Туомас Холопайнен сделал в марте — апреле 2021 года, когда работал над сайд-проектами Auri и Darkwoods My Betrothed. Демоверсию альбома он создал в марте — июне 2022 года, а на лето 2023 группа забронировала студию на базе отдыха Röskö.
Вокалистка Флор Янсен охарактеризовала новый материала как движение в сторону утяжеления с сохранением фирменного звучания группы. По словам Холопайнена, этот альбом завершает трилогию, начатую в Endless Forms Most Beautiful и развитую в Human. :II: Nature.
Запись участниками Nightwish партий их инструментов завершилась в сентябре 2023 года, в октябре в лондонской студии Abbey Road прошла запись оркестра и хора, а в ноябре — вокала Янсен и Донокли. Сведение и мастеринг были выполнены в студии Finnvox в Хельсинки с января по февраль 2024.

## Тематика
Использованное в качестве названия альбома слово «Yesterwynde» придумано Троем Донокли. Туомас Холопайнен объясняет его значение как ощущение времени, истории, памяти и контакта с прошлыми поколениями людей, «проживших свои жизни с их взлётами и падениями, но более не существующих иначе как в форме рассеянных по всей вселенной атомов. И, поскольку мы и сами довольно скоро придём к этому состоянию, нам есть о чём подумать». По словам Холопайнена этот альбом о гуманизме, истории и смертности, и при этом он наполнен надеждой на лучшее.

## Выход
Название десятой студийной работы Nightwish — Yesterwynde — было раскрыто 30 апреля 2024 года. Тогда же стало известно, что выход пластинки назначен на 20 сентября того же года.
Nightwish решили не проводить гастрольный тур в поддержку Yesterwynde, а вместо этого сделать передышку от концертной активности на два или три года, что, однако, не означает роспуска группы, планирующей выпускать альбомы и дальше.
21 мая 2024 года состоялась премьера первого сингла с альбома, «Perfume of the Timeless», 8 августа — второго, «The Day of...», а 10 сентября вышел третий — «An Ocean of Strange Islands».

## Список композиций
Слова и музыка всех песен — Туомас Холопайнен.
| №                   | Название                        | Длительность |
| ------------------- | ------------------------------- | ------------ |
| 1.                  | «Yesterwynde»                   | 2:43         |
| 2.                  | «An Ocean of Strange Islands»   | 9:26         |
| 3.                  | «The Antikythera Mechanism»     | 5:55         |
| 4.                  | «The Day of...»                 | 4:34         |
| 5.                  | «Perfume of the Timeless»       | 8:11         |
| 6.                  | «Sway»                          | 4:23         |
| 7.                  | «The Children of 'Ata»          | 5:37         |
| 8.                  | «Something Whispered Follow Me» | 6:39         |
| 9.                  | «Spider Silk»                   | 6:26         |
| 10.                 | «Hiraeth»                       | 6:14         |
| 11.                 | «The Weave»                     | 4:53         |
| 12.                 | «Lanternlight»                  | 6:06         |
| Общая длительность: | Общая длительность:             | 71:07        |

## Персонал
Nightwish
- Флор Янсен — вокал
- Эмппу Вуоринен — гитара
- Кай Хахто — ударные, перкуссия
- Туомас Холопайнен — клавишные
- Трой Донокли — ирландская волынка, вистл, гитара, бузуки, бойран, аэрофон, мужской вокал
- Юкка Коскинен — бас-гитара

Дополнительный персонал
- Туомас Холопайнен — производство, сведение, оркестровые и хоровые аранжировки
- Трой Донокли — инжиниринг
- Теро Киннунен — производство, инжиниринг, сведение
- Микко Кармила — инжиниринг, сведение
- Джонатан Аллен — инжиниринг
- Нил Доус — помощник инженера
- Джон Барретт — инжиниринг (дополнительный)
- Ристо Хемми — сведение (версия ATMOS)
- Мика Юссила — мастеринг
- Никлас Юссила — мастеринг (версия ATMOS)
- Пит Вотилайнен — обложка, фотография
- Микко Панкасало — макет
- Джеймс Ширман — дирижер, оркестровые и хоровые аранжировки

The Sepian Voices
- Том Пирс — хормейстер
- Сара Эйден, Грейс Дэвидсон, Джоанна Форбс, Сара Райан, Кэти Трехарн, Кэролайн Кларк, Седжал Кешвала, Жаклин Баррон, Суфия Ророуги, Кирсти Хойлс, Мэри Карью, Клэр Генри, Элис Фирн, Луиза Маршалл, Лиз Суэйн, Хелен Брукс, Сумуду Джаятилака, Джо Маршалл, Том Пирс, Джерри О’Бейрн, Филип Браун, Робин Бейли, Ричард Хендерс, Майкл Робинсон, Себастьян Чарльзуорт, Мичар Доре, Бен Годдард, Лоуренс Уайт, Скотт Дэвис, Дэвид Портер Томас, Эндрю Плейфут, Лоуренс Уоллингтон, Джеймс Моусон, Кэмерон Джонс

Хор в «Children of 'Ata»
- Ханали Валк, Изабелла Мур, Филип Роудс, Бенсон Уилсон, Киран Рейнер

Детский хор
- Малакай Байо, Уильям Бортвик, Дэниел Каталона, Кристи Коул, Чарльз Деконинк, Чет Гибсон, Эдвард Грант, Лукас Хагго, Томас Кинг, Виктор Ливерт, Киран Ланд-Дили, Филиппо Пиньятелли, Адриан Пуэйо-Бласко, Генри Скалли, Бенедикт Сефтон, Элфи Стерн, Джулио Титтото, Давиде Верниг, Тоби Йейтс

Sepian Orchestra

| - Пол Эдмунд-Дэвис — флейта - Анна Ноукс — флейта, пикколо - Джон Андерсон — гобой, английский рожок - Барнаби Робсон — кларнет - Дэвид Фуэст — кларнет - Гэвин Макнотон — фагот, контрафагот - Ричард Уоткинс — валторна - Найджел Блэк — валторна - Мартин Оуэн — валторна - Майкл Томпсон — валторна - Джон Тергуд — валторна - Коринн Бейли — валторна - Фил Вудс — валторна - Майк Ловатт — труба - Джейсон Эванс — труба - Энди Вуд — тромбон - Ричард Эдвардс — тромбон - Эд Таррант — тромбон - Барри Клементс — тромбон - Адриан Миотти — туба, чимбассо - Билл Локхарт — литавры, перкуссия - Пол Кларвис — перкуссия - Фрэнк Рикотти — перкуссия - Крис Барон — перкуссия - Скайла Канга — арфа - Уоррен Зелински — скрипка - Джеки Шейв — скрипка - Патрик Кирнан — скрипка | - Стив Моррис — скрипка - Магнус Джонстон — скрипка - Оскар Перкс — скрипка - Ральф Де Соуза — скрипка - Джон Миллс — скрипка - Джонатан Эванс-Джонс — скрипка - Мэри Джонстон — скрипка - Пол Уилли — скрипка - Раджа Гальдер — скрипка - Элизабет Куни — скрипка - Кэти Гауэрс — скрипка - Питер Хэнсон — скрипка - Дорина Маркофф — скрипка - Джулиан Липер — скрипка - Лоррейн Макаслан — скрипка - Фенелла Бартон — скрипка - Оли Лэнгфорд — скрипка - Сара Секстон — скрипка - Томас Кемп — скрипка - Дебби Preece — скрипка - Беа Лавджой — скрипка - Бен Бактон — скрипка - Эмиль Чакалов — скрипка - Клэр Томпсон — скрипка - Томас Гулд — скрипка - Лора Мелхьюиш — скрипка - Брюс Уайт — альт - Питер Лале — альт | - Дэйзи Спирс — альт - Кейт Маскер — альт - Рейад Чиба — альт - Крис Питсиллидес — альт - Лидия Лаундес-Норткотт — альт - Фиона Бондс — альт - Мартин Хамби — альт - Ричард Куксон — альт - Ребекка Кэррингтон — альт - Эмма Шеппард — альт - Иэн Бердж — виолончель - Кэролайн Дирнли — виолончель - Тони Вуллард — виолончель - Софи Харрис — виолончель - Дэвид Дэниелс — виолончель - Джонатан Уильямс — виолончель - Джонни Байерс — виолончель - Джоэли Коос — виолончель - Рэйчел Ландер — виолончель - Эдриан Брэдбери — виолончель - Фрэнк Шефер — виолончель - Крис Лоренс — контрабас - Стейси Уоттон — контрабас - Лоуренс Англесс — контрабас - Стив Россел — контрабас - Бет Симмонс — контрабас - Ричард Прайс — контрабас |

## Чарты
| Чарт (2024)                                   | Высшая позиция |
| --------------------------------------------- | -------------- |
| Австрия (Ö3 Austria)                          | 2              |
| Бельгия/Фландрия (Ultratop)                   | 12             |
| Бельгия/Валлония (Ultratop)                   | 17             |
| Чехия (ČNS IFPI)                              | 78             |
| Нидерланды (Album Top 100)                    | 4              |
| Финляндия (Suomen virallinen lista)           | 1              |
| French Albums (SNEP)                          | 15             |
| Германия (Offizielle Top 100)                 | 2              |
| Hungarian Physical Albums (MAHASZ)            | 22             |
| Италия (Classifica album)                     | 47             |
| Япония (Oricon)                               | 50             |
| Japanese Hot Albums (Billboard Japan)         | 59             |
| Польша (ZPAV)                                 | 10             |
| Португалия (AFP)                              | 15             |
| Шотландия (Scottish Albums Chart)             | 6              |
| Испания (PROMUSICAE)                          | 36             |
| Швеция (Sverigetopplistan)                    | 6              |
| Швейцария (Schweizer Hitparade)               | 2              |
| Великобритания (UK Albums Chart)              | 20             |
| Великобритания (UK Independent Albums Chart)  | 3              |
| Великобритания (UK Rock & Metal Albums Chart) | 1              |